# Lloret de raquetes pitgroc
El lloret de raquetes pitgroc (Prioniturus flavicans) és una espècie d'ocell de la família dels psitàcids que habita la selva humida del nord de Sulawesi.